# Fruttuoso Piccolo
Fruttuoso Piccolo (Mao) (* 1953 in Stanghella, Provinz Padua) ist ein italienisch-deutscher Schriftsteller.

## Leben
Fruttuoso Piccolo ist das jüngste von fünf Geschwistern. Er brach die Schule ab und blieb ohne Ausbildung und zunächst ohne Arbeit. 1972 kam er durch seinen älteren Bruder Paolino nach Hannover und arbeitete bis 1979 als Hilfsarbeiter. Zwischen 1973/1974 kehrte er nach Italien zurück, um in Orvieto und Trieste als Infanterist bei der „Brigata Sassari“ den Wehrdienst zu leisten. 1979 kündigte er seine  Arbeit als Bote und suchte nach einer neuen Perspektive. Im Jahre 1980 hatte er einen schweren Unfall, der bei ihm eine neue Lebensphilosophie auslöste. Er begann seine künstlerische Tätigkeit. Von 1982 bis 1986 war er Mitglied des Polynationalen Literatur- und Kunstvereins.
1984 erhielt er den Lyrikpreis „Germania“ für den besten Gedichtband in italienisch-deutscher Sprache, gestiftet vom COASIT (Italienisches Fürsorgekomitee), Dortmund. Er erhielt ein Arbeitsstipendium im Bereich Literatur, vergeben vom Ministerium für Wissenschaft und Kunst in Niedersachsen. 1988 wurde er mit einem Hauptpreis beim multinationalen und interkulturellen Kunstwettbewerb ausgezeichnet, veranstaltet vom Initiativenausschuß der ausländischen Mitbürger/innen in Niedersachsen und der Ausländerbeauftragten des Landes Niedersachsen.
Von 1988 bis 1989 war er Kulturreferent im „Haus für Alle“, einem internationalen Stadtteilzentrum in Hamburg. In den Jahren 1991 bis 1993 arbeitete er als Kultur- und Kunstschaffender in der Initiative für ein Internationales Kulturzentrum, Hannover/Niedersachsen. Anschließend folgte von 1993 bis 1995 eine Mitarbeit als Kultur- und Kunstschaffender im Kommunikationszentrum „Alte Polizei“, Stadthagen. 2002 arbeitete er als Jugendleiter in Jugendzentrum Eilsen (Landkreis Schaumburg).  1992 wurde er Mitglied beim BBK, Verband der Bildenden Kunst.
Künstlerische Projektleitung:
- 1991 Fremden-Verkehr, Rinteln (Kunst im öffentlichen Raum)
- 1991 Fremd-Körper, Stadthagen (Kunst im öffentlichen Raum)
- 1992 Fremde Spuren in Europa. Helmstedt (Kunst im öffentlichen Raum)
- 1992 Flucht-Bahnhof-Europa, Hannover (Kunst im öffentlichen Raum)
- 1993 „Offenes Atelier“ Emden (Kunst im öffentlichen Raum)
- 1995 Aschenputtel. Aus Putzlappen Kunstwerke. (Kunst im öffentlichen Raum)
- 1995 Kunstprojekt „Offenes Atelier“
- 1997 Wände haben Sagen. Stadthagen (Kunst am Bau)
- 1993–2000 Gründer und Zeitweise ehrenamtlicher Mitarbeiter des Kunstprojekts „P Offenes Atelier“ und der „Galerie P Süd 6“ als Ausstellungsort für Bildende Kunst in o. g. Kulturzentrum.
- 1987–2001 Ausstellung: „Buchstäblich, grenzüberschreitende Literatur“ (Literaturprojekt).

Lesungen, Einzelausstellungen sowie Beiträge zu Kollektivausstellungen in übergreifenden Mischformen von Lyrik, Malerei, Collagen, Komposition und Fotografie in vielen Städten Deutschland überwiegend in Niedersachsen.

## Werke
- 10 anni fra due mondi / 1970–1980. Gedichtband in italienischer Sprache; Selbstverlag, Hannover 1980
- Arlecchino Gastarbeiter – Harlekin Gastarbeiter. Gedichte und Collagen, Italienisch-Deutsch; Postskriptum Verlag, Hannover 1985, ISBN 3-922382-28-2
- Tempo Gastarbeiter. Tonkassetten. Akustische Gedichte Selbstverlag Hannover, 1985
- Durch die Sprache ein ander(es) Ich. Gedichte und Collagen, Internationalismus Verlag, Hannover 1987. ISBN 3-922218-32-6.
- Verzeichnis Buchstäblich – grenzüberschreitende Literatur. Mit einer Einführung von Gino Chiellino. IIK Hannover, 1993
- Ein Fach Mao Dich Tung. Gedichte und Collagen, Selbstverlag Nienstädt, 2008

| Personendaten    | Personendaten                        |
| ---------------- | ------------------------------------ |
| NAME             | Piccolo, Fruttuoso                   |
| KURZBESCHREIBUNG | italienisch-deutscher Schriftsteller |
| GEBURTSDATUM     | 1953                                 |
| GEBURTSORT       | Stanghella, Provinz Padua            |